# Jimi Hendrix

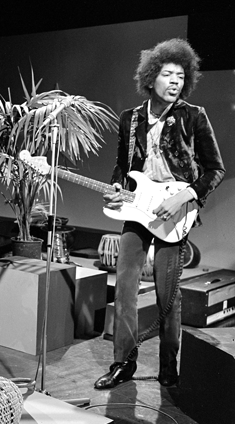
Jimi Hendrix (1967)

James Marshall „Jimi“ Hendrix (* 27. November 1942 als John Allen Hendrix in Seattle, Washington; † 18. September 1970 in London) war ein US-amerikanischer Gitarrist, Komponist und Sänger.
Hendrix, der wegen seiner experimentellen und innovativen Spielweise auf der Rock-E-Gitarre als einer der bedeutendsten und einflussreichsten Gitarristen gilt, hatte nachhaltige Wirkung auf die Entwicklung der Rockmusik. Mit seinen Bands – unter anderem The Jimi Hendrix Experience und Gypsy Sun And Rainbows – hatte er Auftritte auf den populärsten Musikfestivals seiner Zeit, so 1967 beim Monterey Pop Festival, 1969 beim Woodstock-Festival und 1970 auf der Isle of Wight.

## Biografie

### Kindheit und Jugend
John „Johnny“ Allen Hendrix war der Sohn des Tänzer-Ehepaares Lucille Jeter und James Allen Hendrix. Sowohl James „Al“ Hendrix als auch Lucille Jeter hatten afroamerikanische und Cherokee-Vorfahren in der Familie. John Hendrix’ Vater war zur Zeit der Geburt seines Sohnes bei der US-Armee in Alabama stationiert und erfuhr erst nach einigen Monaten von der Geburt. Nach seiner Entlassung im Jahr 1946 ließ er den Namen seines Sohnes in James Marshall Hendrix ändern. Die Eltern bekamen 1948 einen weiteren gemeinsamen Sohn namens Leon. Später im selben Jahr gebar Lucille Hendrix den Sohn Joseph („Joey“), dessen Vaterschaft Al nicht anerkannte. Nach der Rückkehr aus dem Militärdienst war Al wieder mit Lucille zusammen. Da er keine feste Arbeit finden konnte, verarmte die Familie. Das Paar kämpfte mit Alkohol und stritt sich oft unter Alkoholeinfluss. Die häusliche Gewalt trieb James „Jimi“ Hendrix manchmal dazu, sich zurückzuziehen und sich in einem Schrank in ihrem Haus zu verstecken. Die Familie zog häufig um und übernachtete in billigen Hotels und Appartements in der Umgebung von Seattle. Gelegentlich nahmen Familienmitglieder den Jungen mit nach Vancouver, um bei seiner Großmutter zu übernachten. So entwickelte sich Jimi zu einem schüchternen und sensiblen Jungen. 1951 ließen sich Jimi Hendrix’ Eltern scheiden und er wuchs fortan bei seinem Vater auf, während Joey zur Adoption freigegeben und Leon zeitweise in ein Waisenhaus gegeben wurde. Im Alter von dreiunddreißig Jahren hatte Hendrix’ Mutter Lucille eine Leberzirrhose entwickelt. Sie starb am 2. Februar 1958, als ihre Milz riss. Al weigerte sich, James und Leon zur Beerdigung ihrer Mutter mitzunehmen; stattdessen gab er ihnen Whisky und wies sie an, wie Männer mit dem Verlust umzugehen. Al heiratete später (1966) die japanischstämmige Ayako „June“ Fujita. Deren jüngste Tochter Janie adoptierte Al 1968.
Hendrix erstes Musikinstrument war eine Mundharmonika, die er mit vier Jahren erhielt. Mitte der 1950er Jahre erregte in der Horace-Mann-Grundschule in Seattle Hendrix’ Gewohnheit, einen Besen bei sich zu tragen, um damit eine Gitarre zu imitieren, die Aufmerksamkeit einer Sozialarbeiterin der Schule. Sie schrieb einen Brief an die Schulleitung, in dem sie um eine Schulfinanzierung für unterprivilegierte Kinder bat und darauf bestand, dass ein Verzicht auf eine Gitarre bei Jimi psychologische Schäden verursachen könnte. Ihre Bemühungen scheiterten jedoch, auch Al weigerte sich, Jimi eine Gitarre zu kaufen. Als Hendrix 1957 seinem Vater bei einem Nebenjob half, fand er eine Ukulele unter dem Müll, den sie aus dem Haus einer älteren Frau holten. Sie sagte ihm, dass er das Instrument, das nur eine Saite hatte, behalten könne. Er lernte nach Gehör, spielte einzelne Töne und folgte den Liedern von Elvis Presley. Als Jugendlicher begann er sich für Rock ’n’ Roll zu begeistern. Im Sommer 1957 erwarb sein Vater für fünf Dollar eine gebrauchte akustische Gitarre, auf der der linkshändige, die Saiten in umgekehrter Folge aufziehende Hendrix mit seiner ersten Band The Velvetones eine kurze Zeit spielte, bis er eine elektrische Gitarre, die „Supro Ozark 1560S“, geschenkt bekam und sich auf diese konzentrierte. Diese Gitarre spielte er auch in seiner zweiten Band The Rocking Kings.

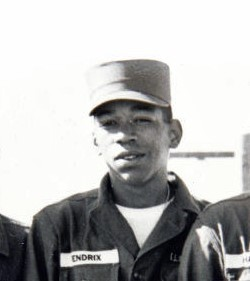
Hendrix 1961: Rekrut statt Häftling

Hendrix besuchte die Garfield High School, die er 1959 wegen schlechter Noten verlassen musste.
Nach einem Autodiebstahl stellte man ihn vor die Wahl, zwei Jahre im Gefängnis zu verbringen oder der Army beizutreten. Im Mai 1961 verpflichtete sich Jimi Hendrix für drei Jahre und kam nach der Grundausbildung zur 101. US-Luftlandedivision in Fort Campbell. Hendrix wollte sich nicht in das System von Befehl und Gehorsam der US Army integrieren. Vorgesetzte bemängelten seine geringe Motivation und Verstöße gegen Befehle und Regeln. Hendrix könne sich nicht auf seine Pflichten konzentrieren, da er außerhalb des Dienstes zu viel Gitarre spiele und ständig daran denke. Außerdem besitze er keine guten Charaktereigenschaften. Nach 13 Monaten wurde Hendrix vorzeitig entlassen.

### Karrierebeginn als Musiker
Während seines Militärdienstes hatte er Billy Cox kennengelernt, der Bass in den Wohltätigkeitsclubs in Nashville spielte. Mit Cox zusammen gründete Hendrix die Band The King Kasuals. Zusätzlich spielte er in den folgenden Jahren als Begleitmusiker für Little Richard, Ike & Tina Turner, die Supremes, die Isley Brothers, King Curtis und Jackie Wilson.
Im Januar 1964, als er, frustriert von den Regeln seiner Bandleader, das Gefühl hatte, künstlerisch aus dem bisherigen Kreis herausgewachsen zu sein, beschloss Hendrix, sich auf eigene Faust einen Namen zu machen. Er zog ins Hotel Theresa in Harlem, wo er sich mit Lithofayne Pridgon (* 1940), bekannt als „Faye“, anfreundete, die seine Freundin wurde. Pridgon, eine gebürtige Harlemerin mit Verbindungen zur gesamten Musikszene der Region, bot ihm Schutz, Unterstützung und Ermutigung. Im Februar 1964 gewann er einen musikalischen Wettbewerb des Apollo Theaters.
1964 übernahm Hendrix die Rolle des Gitarristen bei den Isley Brothers und begleitete sie während eines großen Teils des Jahres auf einer Tour durch die USA. Gegen Ende Oktober, nachdem er es leid war, jeden Abend das gleiche Set zu spielen, verließ er die Band. Danach bekam er ein Engagement in der Tourband von Little Richard. Richard und Hendrix hatten oft Auseinandersetzungen über Verspätungen, Garderobe und Hendrix’ Bühnenpossen. Ende Juli 1965 wurde Hendrix von Richards Bruder Robert aus der Band entlassen. Er kehrte dann kurzzeitig zu den Isley Brothers zurück und spielte mit ihnen eine Single ein.
Im Jahre 1965 stieg Hendrix bei der New Yorker Band Curtis Knight and the Squires ein. Curtis Knights Manager Ed Chalpin bot an, ihn unter Vertrag zu nehmen. Hendrix unterschrieb und bekam einen Vorschuss von einem Dollar und einen Anteil von einem Prozent an den Lizenzeinnahmen. Gleichzeitig verpflichtete er sich, drei Jahre lang exklusiv für Chalpin zu spielen. Dieser Vertrag sollte Hendrix später noch recht hinderlich werden. Sein Engagement in dieser Gruppe hatte nur kurzen Bestand.
Die erste Band, in der Hendrix selbst als Frontmann und Sänger aktiv war, war die 1965 gegründete Formation Jimmy James and the Blue Flames. In der zweiten Hälfte des Jahres 1965 und Anfang 1966 spielte Hendrix mit diesen Musikern in Clubs des Greenwich Village. Hier begann er, seinen Stil und ein eigenes musikalisches Repertoire zu entwickeln.

### 1966: Entdeckung durch Linda Keith und Chas Chandler
Linda Keith, die damalige Freundin von Keith Richards, sah und hörte Hendrix im New Yorker „Cheetah Club“. Sie war fasziniert von seinem Spiel und lud ihn auf einen Drink ein. Beide verstanden sich und wurden Freunde. Linda Keith machte daraufhin den Rolling-Stones-Manager Andrew Loog Oldham und den Produzenten Seymour Stein auf Hendrix aufmerksam. Diese erkannten in Hendrix kein musikalisches Potential und lehnten eine etwaige Zusammenarbeit ab. Daraufhin wandte sich Linda Keith an den in New York weilenden Bassisten Chas Chandler, der gerade die Animals verlassen hatte und an der Leitung und Produktion von Künstlern interessiert war. Chandler sah und hörte auf Empfehlung von Keith den noch recht unbekannten Jimi Hendrix Ende 1966 im Café „Wha?“ im New Yorker Künstlerviertel Greenwich Village spielen, wo dieser unter dem Pseudonym Jimmy James auftrat. Chandler gefiel besonders der Billy-Roberts-Song Hey Joe und er war überzeugt, dass er daraus mit Hendrix einen Hit machen könnte. Er überredete Hendrix, mit ihm nach London zu fliegen, um dort eine musikalische Karriere zu starten. Hendrix willigte ein und kam am 24. September 1966 mit einem 7-Tages-Visum in London an. Am selben Tag gab Hendrix über Chandlers Beziehungen einen improvisierten Soloauftritt im Londoner Szeneclub Scotch of St. James, der auch zu Paul McCartneys bevorzugten Clubs gehörte.

### The Jimi Hendrix Experience

#### 1966: Die Anfänge der Gruppe
Chandler und der ehemalige Manager der Animals, Michael Jeffery, beschlossen, Hendrix unter Vertrag zu nehmen. Jeffery war zuvor der Manager von Chandler gewesen, als dieser bei den Animals spielte. In dieser Periode wurden Jeffery als Manager Verbindungen zu zwielichtigen Geschäftsleuten in den karibischen Steuerparadiesen nachgesagt. Vereinbart wurde, dass sich Chandler in der neu zu formierenden Band um den künstlerischen Teil des Managements kümmern sollte, während Jeffery die finanziellen Aufgaben zu verantworten habe.

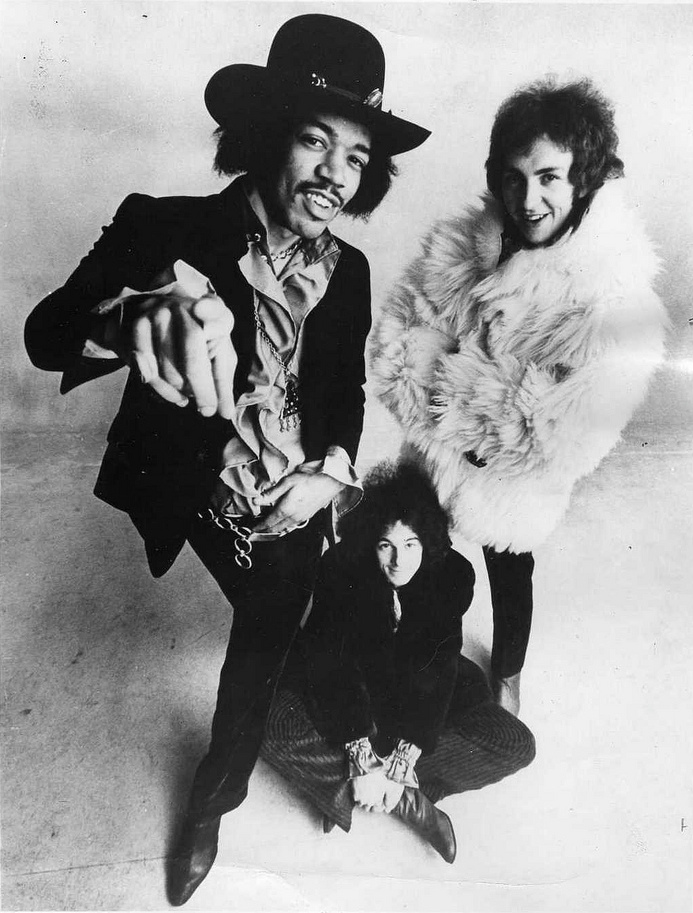
Jimi Hendrix Experience 1968, Jimi Hendrix, Noel Redding, Mitch Mitchell (v. l. n. r.)

Der nächste Schritt war nun, eine Band um Hendrix als Frontmann aufzubauen. Hendrix gab dazu sein Pseudonym „Jimmy James“ auf und wurde zu „Jimi Hendrix“. Chandler begann die Suche nach geeigneten Begleitmusikern, letztlich wurden der Schlagzeuger Mitch Mitchell (vorher bei Georgie Fame’s Blue Flames) und Noel Redding, von Haus aus Gitarrist, als E-Bassist ausgewählt. Mit ihnen wurde im September 1966 in London die Formation „Jimi Hendrix Experience“ gegründet. Hendrix war neben dem Part als Leadgitarrist auch als Sänger der Band vorgesehen, worüber Hendrix zunächst nicht begeistert war; er zweifelte an der Qualität seiner Stimme. Aber es gelang, ihn dazu zu überreden und seine Scheu zu singen zu überwinden.
Chandler und Jeffery gründeten am 11. Oktober 1966 die Gesellschaft „Yameta Company Limited, Nassau“, die Jimi Hendrix und seine Gruppe unter Vertrag nahm. Noel Redding beschrieb später diesen Vertrag als einen Knebelvertrag, was die Musiker damals aber aus Unkenntnis und auch Desinteresse an rechtlichen Dingen nicht begriffen hätten.
Über Johnny Halliday, der Jimi Hendrix im Londoner Nachtclub „Blaise’s“, wo auch Brian Jones verkehrte und Bands der psychedelischen Szene wie Pink Floyd mit aufwändiger Lightshow auftraten, zusammen mit Brian Auger hörte, gelang es, erste Auftritte in Frankreich im Oktober 1966 als Vorband für Johnny Halliday zu vereinbaren, darunter ein Auftritt im Pariser Olympia am 18. Oktober. Dieser wurde mitgeschnitten und befindet sich zum Teil auf der Jimi Hendrix Experience (Deluxe Reissue) Box. Das Set bestand aus drei Coversongs: Killing Floor (Howlin’ Wolf), Hey Joe (Billy Roberts) und Wild Thing (The Troggs).
Vom 8. bis 11. November 1966 absolvierte die Band im Münchner Club Big Apple ihre ersten Auftritte in Deutschland. Hier machte Hendrix eine Show-Erfahrung, die ihn fortan prägen sollte. Beim Versuch, panisch einem frenetischen Publikum zu entkommen, welches ihn von der Bühne gezogen hatte, zertrümmerte er seine Gitarre erstmals in einer Sound-Explosion auf der Bühne, was vom Publikum als Teil der Show wahrgenommen wurde. Als Chandler die Reaktion des Publikums beobachtete, entschied er, die Gitarrenzerstörung künftig als Markenzeichen der Band in die Show mit einzubauen.
Anschließend gelang es Chandler, einen Auftritt im Londoner Club Bag O’Nails zu organisieren; im Publikum saßen die Beatles, The Who und Donovan. Weitere Konzerte in London, Southampton, Folkestone, Manchester und Sheffield folgten Anfang 1967. Die Gruppe hatte auch erste Fernsehauftritte bei „Ready Steady Go“ und „Top of the Pops“ und wurde damit immer populärer. Im deutschen Fernsehen war die Formation erstmals im März 1967 im „Beat-Club“ zu sehen. Im Mai 1967 folgten Auftritte in Paris, Berlin, München, Frankfurt und im Jaguar-Club in Herford sowie in Schweden, Dänemark und Finnland.

#### 1966: Erste Hits
Die ersten Songs, Hey Joe und Stone Free, wurden im Oktober/November 1966 aufgenommen. Die Single mit den Stücken wurde noch im Dezember 1966 veröffentlicht und platzierte sich im Februar 1967 in England auf Platz 4 der Hitparade. Das erste Album, Are You Experienced, erreichte Platz 2 der UK-Charts.

#### 1967: Zurück in den USA als englischer Popstar
Am 18. Juni 1967 trat Hendrix – nachdem seine Hey-Joe-Version häufig im Radio gespielt worden war – mit seiner Band in Kalifornien auf dem Monterey Pop Festival auf, wodurch seine Popularität erheblich gesteigert wurde. Bekannt wurde der Auftritt auch dadurch, dass Hendrix am Ende nach dem neunten Song Wild Thing seine Gitarre anzündete. Er selbst äußerte sich dazu so:

“The time I burned my guitar it was like a sacrifice. You sacrifice the things you love. I love my guitar.”

„Als ich meine Gitarre verbrannte, war das wie ein Opfer. Man opfert die Dinge, die man liebt. Ich liebe meine Gitarre.“

Nach Monterey folgten mehrere Auftritte im berühmten Fillmore West von Bill Graham in San Francisco (sechs aufeinanderfolgende Tage, zwei Konzerte pro Tag), Santa Barbara, Los Angeles und in New York. Mittlerweile hatte Jeffery eigenmächtig, ohne Chandler und die Band zu fragen, eine Tour der Experience als Vorgruppe der Monkees in Florida gebucht. Diese Auftritte konfrontierten die Band mit einem Publikum, das meist aus Mädchen im Alter zwischen 7 und 12 bestand. Es stellte sich heraus, dass die unterschiedlichen Musikstile der Bands und die Erwartungen der Zuhörer nicht zusammenpassten. Die Experience wurde später aus dem Programm genommen. Weitere Shows in den USA folgten bis in den August 1967, danach flog die Band zurück nach England.

#### 1968: Erneut in den USA, Electric Ladyland
Nach der Veröffentlichung von Axis: Bold as Love im Oktober 1967 startete die Band im Februar 1968 eine längere Tour durch die USA, auf der sie unter anderem erneut im Fillmore West in San Francisco auftrat. Parallel arbeitete sie im Studio an einem neuen Album. Redding beschrieb später, dass die Studioarbeiten mittlerweile einen völlig anderen Charakter bekommen hätten. Einerseits durch neue Aufnahmetechniken mit einer 12-Spuranlage und Effektmöglichkeiten, was Hendrix dazu verführte, endlose Overdubs und Abmischungen zu produzieren. Andererseits war die Band im Studio von einer Menge Leute umlagert, die „Party machten“, so dass ein konzentriertes Arbeiten kaum möglich war. Die Aufnahmesitzungen wurden ihrerseits laufend durch Live-Auftritte und Tourneen unterbrochen, auf denen aber kein neues Material ausprobiert und ausgebaut werden konnte, weil das Publikum die bekannten Hits und Stücke hören wollte.
Chandler, der sich als künstlerischer Mentor für Hendrix wahrnahm, machte Hendrix aufgrund dieser unproduktiven Phase und Einstellung Vorhaltungen, sodass es zu Unstimmigkeiten zwischen den beiden kam. Ende Oktober 1968 wurde das Doppel-Album Electric Ladyland fertiggestellt. Es galt mit seinen innovativen Soundtechniken und der Auswahl an Stücken, auf denen Musiker wie Stevie Winwood oder Dave Mason mitwirkten, als neuer Höhepunkt in der elektrischen und psychedelischen Rock-Musik. Das Album erlangte Platz 1 der Billboard 200.
Zu diesem Zeitpunkt hatte sich die Band durch das extensive Touren auseinandergelebt. Der letzte gemeinsame Auftritt der Jimi Hendrix Experience fand am 29. Juni 1969 in Denver statt.

#### 1969: Der Auftritt in Woodstock
Das Jahr 1969 begann mit Problemen mit der kanadischen Justiz. Im Mai wurden bei einer Kontrolle am Flughafen von Toronto in Hendrix’ Gepäck Heroin und Haschisch gefunden. Hendrix behauptete, die Drogen seien dort ohne sein Wissen hineingelangt.
Im Sommer 1969 stellte er für das Woodstock-Festival eine neue Band zusammen. Diese nannte er Gypsy Sun And Rainbows – zugehörig waren Mitch Mitchell am Schlagzeug, sein alter Armee-Freund Billy Cox am Bass, Larry Lee an der Rhythmusgitarre und zwei Perkussionisten. Witterungsbedingt verzögerte sich der Auftritt der Band, die Musiker traten erst am frühen Montagmorgen des 18. August 1969 auf, als das Festival eigentlich schon hätte vorbei sein sollen.
Von den ursprünglich mehr als 400.000 Besuchern waren zu diesem Zeitpunkt auf dem verschlammten Gelände noch rund 25.000 anwesend.

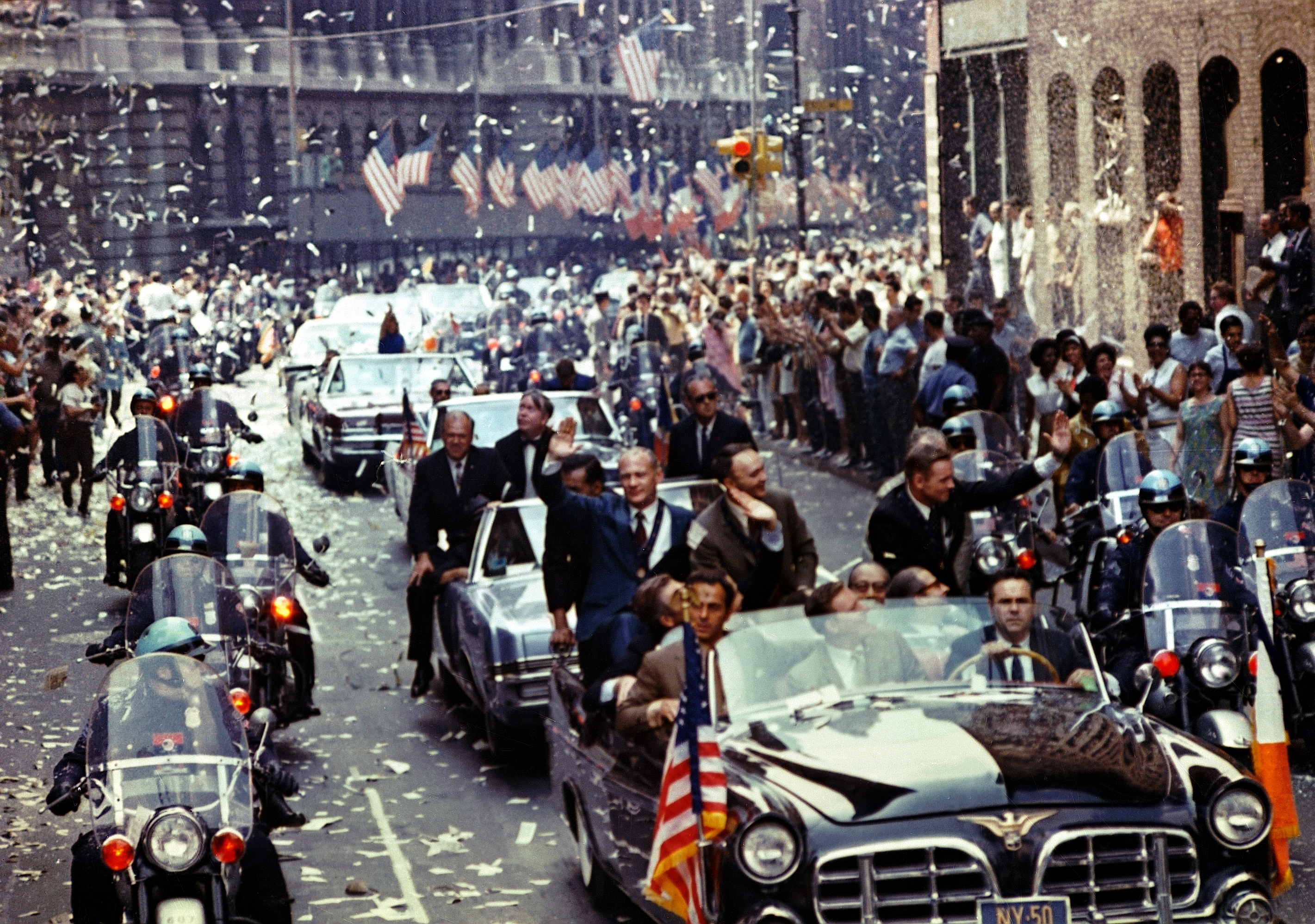
Konfettiparade für die Apollo 11-Mond-Astronauten in New York am 13. August mit zahlreichen US-Flaggen

Wie bei einigen anderen Konzerten präsentierte der in Woodstock in den Nationalfarben rot, weiß und blau gekleidete Ex-Soldat Hendrix eine Interpretation der US-amerikanischen Nationalhymne The Star-Spangled Banner. Diese beschreibt einen britischen Angriff im Jahr 1812, mit „rockets’ red glare, bombs bursting in air“, was Hendrix durch seine Spieltechnik mit exzessiver Benutzung des Tremolohebels der Fender-Stratocaster-Gitarre und den Einsatz von Effekten (vor allem Wah-Wah und Fuzz-Face) umsetzte. Zudem waren im Sommer 1969 die US-Nationalfarben und Flaggen noch präsenter als sonst. Am Mittwoch vor dem Woodstock-Konzert wurden die aus der Quarantäne entlassenen Apollo 11-Mond-Astronauten in New York von einem Millionenpublikum mit einer Konfettiparade gefeiert. In den Kinos lief der Film Easy Rider mit Rockmusik und einer Hauptfigur, die als „Captain America“ samt seinem Chopper-Motorrad die Farben des US-Sternenbanners trägt. Wie anderen Musikern wurde Hendrix eine Rohfassung vorab gezeigt, um die Freigabe für die Verwendung seines Liedes If 6 Was 9 zu bekommen; er schrieb 1969 das Lied Ezy Ryder mit Bezug auf den Film.
Obwohl Hendrix sich bereits im September 1969 in der Talkshow von Dick Cavett über eine angebliche Hymnen-Kontroverse verwundert zeigte, gilt seine verzerrte, dröhnende, an Bomber- und Maschinengewehrsalven erinnernde Spielweise in der öffentlichen Wahrnehmung nahezu ausnahmslos als akustische Stellungnahme zur in den USA ständig präsenten US-Kriegsführung in Vietnam.

„Durch Spieltechnik und den Einsatz von Effekten ließ er zwischen den bekannten Motiven der Hymne auch Kriegsszenen hörbar werden, darunter verblüffend deutlich Maschinengewehrsalven, Fliegerangriffe und Geschosseinschläge.“

### Band of Gypsys
Nach dem Woodstock-Auftritt gab die Jimi Hendrix Experience noch zwei Konzerte und löste sich dann auf bzw. Mitchell und Redding trennten sich von dem psychisch labilen Hendrix, nachdem er ein Hotelzimmer demoliert hatte. Nachdem Chalpin Ansprüche aus dem 1-Dollar-Vertrag mit Hendrix aus dem Jahre 1965 geltend gemacht hatte, wurde ein Konzert mitgeschnitten, das an Silvester 1969 im Fillmore East stattfand. Dafür stellte Hendrix eine neue Band namens Band of Gypsys mit Billy Cox am Bass und dem Multiinstrumentalisten Buddy Miles am Schlagzeug zusammen.

### Die neue Jimi Hendrix Experience

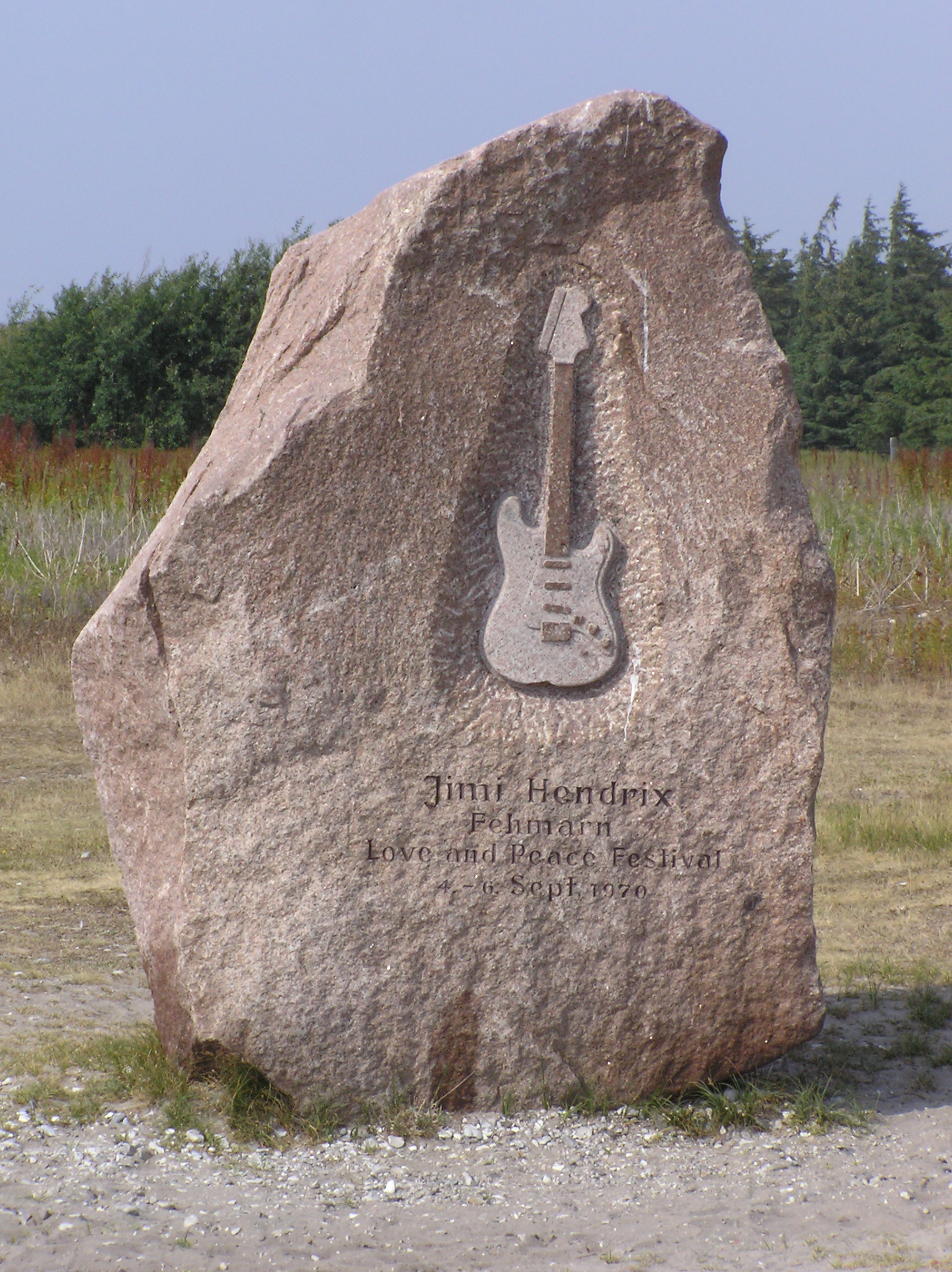
Gedenkstein für Jimi Hendrix bei Flügge auf Fehmarn in der Nähe seines letzten Auftritts

Nachdem die Band of Gypsys einen Monat lang zusammen aufgetreten war, formierte Hendrix im März 1970 die Jimi Hendrix Experience neu. Er übernahm Billy Cox aus der Band of Gypsys als Bassist, am Schlagzeug spielte weiterhin Mitch Mitchell.
1970 fanden zahlreiche, oft spontane Studioaufnahmen mit wechselnden Besetzungen statt, die in ein geplantes Album mit dem Arbeitstitel First Rays of the New Rising Sun münden sollten. Eine Auswahl der Songs wurde 1971 als Cry Of Love veröffentlicht, als komplettes Album erschien es erst 1997. Für die Aufnahmen ließ Hendrix in New York, im Stadtteil Greenwich Village, ein eigenes Aufnahmestudio errichten, das im August 1970 fertiggestellt wurde. Die genaue Adresse lautete 52 West 8th Street, als Name wurde „Electric Lady Studios“ gewählt.
In diesem Jahr ging die Band auf ihre letzte US- und Europa-Tournee. Auftakt in Europa war das Isle of Wight Festival am 30. August 1970. Nach anschließenden Auftritten in Stockholm, Kopenhagen und Berlin (am 4. September 1970 in der Deutschlandhalle) absolvierte Hendrix beim Love-and-Peace-Festival am 6. September 1970 auf der schleswig-holsteinischen Ostseeinsel Fehmarn seinen letzten Auftritt. Später wurde dort ein Gedenkstein platziert. Von 1995 bis 2010 fand jährlich am ersten Sonnabend im September das Jimi-Hendrix-Revival-Festival in Flügge auf Fehmarn statt. 2011 und in den Folgejahren wurde es aus Naturschutzgründen untersagt. Am 2. September 2017 fand auf Fehmarn erstmals wieder ein Open-Air-Revival-Festival statt, allerdings nicht mehr am früheren Ort, sondern auf einer Wiese in Strukkamp.
1970 wirkte Hendrix bei den Aufnahmen für das Solo-Debütalbum von Stephen Stills mit. Dessen Erscheinen im November 1970 erlebte Hendrix nicht mehr, da er am 18. September 1970 verstarb. Stills benannte später nach Fertigstellung das Album „James Marshall Hendrix“. Nach Hendrix’ Tod wurde bekannt, dass er ein Projekt mit der Supergroup Emerson, Lake and Palmer geplant hatte.

### Person und Charakter
Im Gegensatz zu dem Bild, das Jimi Hendrix in seinen offensiven Shows der Öffentlichkeit präsentierte, war er im Grunde ein sehr zurückhaltender, geradezu scheuer Mensch. Sein Charakter war stark von der Erfahrung des Weggangs seiner Mutter, ihrem Alkoholismus, dem ständigen Streit zwischen seinen Eltern und dem Abgeschobenwerden zu Verwandten und Bekannten geprägt. Er schätzte es, dass Noel Reddings Mutter ihn wie einen zweiten Sohn behandelte, wenn sie gemeinsam bei ihr waren. Reddings Mutter erwähnte später, Hendrix hätte sich ihr gegenüber immer äußerst höflich verhalten. Kathy Etchingham beschreibt einen weiteren Charakterzug von Hendrix: er konnte schlecht „Nein“ zu vorgeblichen Freunden sagen, und er ließ sich sehr gern auf vermeintliche Freundschaften mit Leuten ein, die lediglich ihren persönlichen Vorteil in der Umgebung des „Stars“ suchten. Er hatte die Tendenz, den Leuten zu sagen, was diese gerne hören wollten. Dabei machte er Versprechungen, die er nicht halten konnte. Umgekehrt konnte er selbst bei trivialen Dingen kaum „Nein“ sagen; wenn er es aber doch einmal schaffte, dann konnte er schnell verletzend werden.
Von Redding wird beschrieben, wie Hendrix sich im Laufe des zunehmenden Ruhms mehr und mehr in sein Star-Sein verrannte, seltsame Allüren oder Desinteresse bei Auftritten annahm, indem er etwa dem Publikum seine Langeweile dadurch signalisierte, dass er ihm während des Spielens den Rücken zuwandte oder nur halbherzig sang. Zudem litt er in den Zeiten zwischen den Shows unter depressiven Phasen und Panikattacken.

#### Beziehung mit Kathy Etchingham
Hendrix lernte die in der damaligen Londoner Musikerszene sehr gut eingeführte Kathy Etchingham an seinem ersten Abend in London (24. September 1966) kennen. Etchingham lebte damals zusammen mit Zoot Money und dessen Frau in einer Wohnung und kannte Chas Chandler bestens.
Sie saß mit Chandler, Money und Linda Keith am gemeinsamen Tisch im „Scotch Club“, als Hendrix diesen betrat. Hendrix und Etchingham fühlten sich sofort gleichermaßen zueinander hingezogen. In Folge eines eskalierenden Streits an der Bar brachte Etchingham Hendrix zurück ins Hotel, damit er nicht wegen seines bloßen Besuchervisums Gefahr liefe, unter Umständen sofort ausgewiesen zu werden. Damit begannen sie, ein Paar zu werden.
Aufgrund ähnlicher Kindheitsgeschichten schätzten beide ihre gemeinsame Vertrautheit und ihren privaten Rückzugsraum. Hendrix sah in ihr und in seiner Beziehung zu ihr einen ruhenden Pol während seiner anstrengenden Musikerjahre. Er bestand voller Eifersucht darauf, dass Kathy ihm treu sein sollte, während er sich selbst auf den Touren der Band mit sexuellen Kontakten und Beziehungen wenig zurückhielt. Mehrere seiner Songs bezogen sich auf Kathy; so entstand die Ballade The Wind Cries Mary nach einem Streit über Kathys ungeschickte Kochkünste. Sowohl Little Wing als auch Foxy Lady waren Anspielungen auf Kathy, und im Opus 1983 tauchte sie namentlich in einer Strophe auf („So my love Katherina and me decide to take our last walk …“).
Anfänglich lebte das Paar in Hotelzimmern, und danach gemeinsam mit Chas Chandler und dessen Frau in einem Appartement, das Ringo Starr gehörte. Später fand Etchingham eine Wohnung für sich und Hendrix in der Londoner Brook Street. Nebenan hatte zu seiner Zeit auch Georg Friedrich Händel gelebt. Das Paar richtete diese Wohnung als gemeinsame Heimstatt ein und als Rückzugsort für Hendrix, wenn er von seinen Touren wiederkehrte. Hier gab er auch Interviews und absolvierte Foto-Termine.
Etchingham und Hendrix trennten sich 1969, nachdem Etchingham bei einem Besuch in New York frustrierende Erfahrungen mit den Personen aus dem Drogenmilieu gemacht hatte, die Hendrix damals umgaben.

#### Drogen
Noel Redding schreibt in seiner Biografie, dass Alkohol und andere Drogen von Anfang an eine Rolle im Leben der Band spielten. Anfangs, vor ihren ersten Auftritten, rauchten sie Haschisch zur Beruhigung ihrer nervösen Anspannung. Nach den Auftritten wurde der Alkohol- und Drogenkonsum gesteigert. Er kannte bereits synthetische Drogen wie LSD, die später, insbesondere seit den Shows in Amerika, von den Bandmitgliedern konsumiert wurden. Redding schildert, wie er eines Tages vor einem Auftritt Hendrix antraf, der lallend, lachend und herumtorkelnd kaum ansprechbar war. Er bemerkte, dass Hendrix dieses Mal bereits vor einem Auftritt – statt wie bisher erst danach – zu LSD gegriffen hatte. Hendrix konnte seinen Missbrauch von Drogen wie Haschisch, LSD, aber auch Alkohol und Schlaftabletten, den der Tourenstress zusätzlich forcierte, immer weniger kontrollieren. Redding berichtet:

“I fully admit that drugs influenced our music. Whether it was true or not, we felt we had to be properly stoned to play properly. (…) Until eventually we had no energy left to give.”

„Ich gebe zu, dass Drogen unsere Musik beeinflussten. Ob wahr oder nicht wahr: wir dachten, dass wir ordentlich zugedröhnt sein mussten, um ordentlich zu spielen.(…) Bis wir schließlich nichts mehr zu geben hatten.“

Es begann ein Kreislauf, in dessen Verlauf sich die Band durch permanente Tourenauftritte und gleichzeitige Verpflichtungen zu neuen Studioproduktionen immer mehr von der ursprünglichen Kraft und Lebendigkeit entfernte.
Kathy Etchingham war während ihres Besuchs bei Hendrix in New York entsetzt, mit welchem Menschenschlag aus dem Zuhälter-, Prostituierten- und Drogenmilieu sich Hendrix umgab („These people are my friends, he would say“), was zu ihrer vorzeitigen Abreise führte und sie letztlich die Beziehung zu ihm abbrechen ließ.

#### Politische Aussagen
Obwohl Jimi Hendrix kein politischer Aktivist war, hatte er in den US-amerikanischen Medien einige Kommentare zu den Black Panthers abgegeben, die eine Art „geistige Verbundenheit“ zum Ausdruck bringen sollten, wie er es nannte.
In dem 2004 veröffentlichten Dokumentarfilm Jimi Hendrix – The Last 24 Hours von Michael Parkinson wird berichtet, dass Hendrix am 28. Januar 1970 beim Benefizkonzert des Vietnam Moratorium Committee „Winter Festival Of Peace“ im Madison Square Garden teilnahm und Geld an die Black Panthers spendete. Auch ein Konzert für Bobby Seale und die Chicago Seven wird erwähnt. Dadurch kam Hendrix auf den Sicherheitsindex des FBI, wie aus dem freigegebenen Teil der FBI-Akten nachweisbar ist.

### Tod

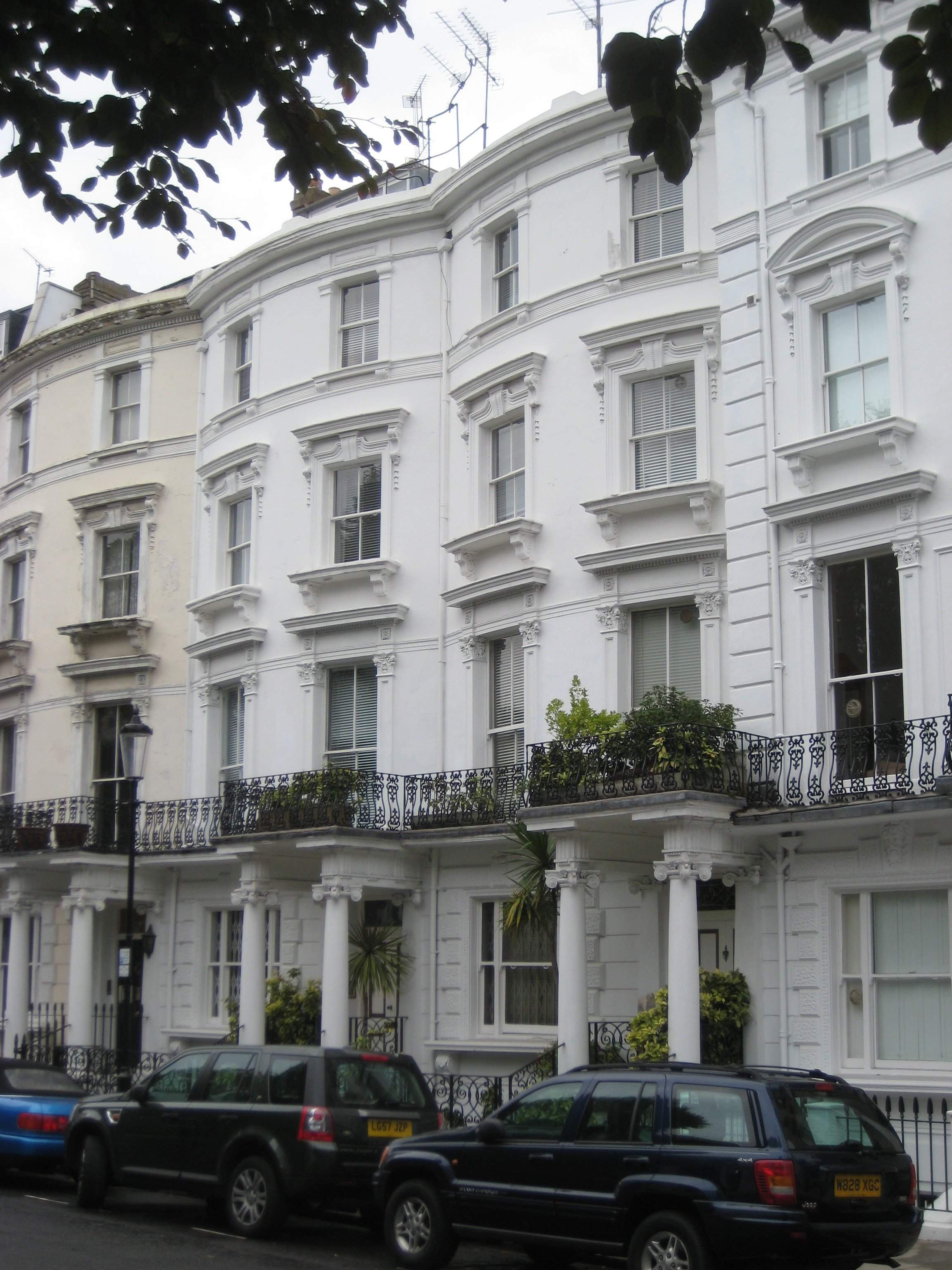
London, Samarkand Hotel, wo Jimi Hendrix in einem der Apartments im Erdgeschoss die letzte Nacht vor seinem Tod verbrachte.

In den letzten Jahren vor seinem Tod 1970 hatte sich Hendrix’ Drogenkonsum massiv verstärkt. Als Konsequenz hatte insbesondere sein Auftreten auf den letzten Konzerten sehr gelitten.

„Er verlor an Bodenhaftung, lieferte unter dem Einfluss von Drogen teilweise katastrophale Konzerte ab und verfiel im Anschluss daran immer häufiger in Depressionen.“ Nach seinem Auftritt auf dem Love-and-Peace-Festival auf der Ostseeinsel Fehmarn kehrte er „ausgelaugt und nervlich zerrüttet nach London zurück.“

Am 16. September 1970 jammte Hendrix zusammen mit Eric Burdon und War in Ronnie Scott’s Jazz Club in London. Diese Jamsession, bei der Hendrix bei Tobacco Road und Mother Earth zu hören ist, wurde von Fans auf Tonband aufgenommen und ist ein unter Insidern begehrter Mitschnitt, da es die letzte Aufnahme von Hendrix ist.
Er verbrachte die Nacht im Apartment mit seiner Freundin Monika Dannemann im Londoner Samarkand Hotel, 22 Lansdowne Crescent, wo er abends eine hohe Dosis ihrer Schlaftabletten einnahm. Dannemann fand ihn am frühen Morgen des nächsten Tages, am 18. September 1970, bewusstlos auf. Hendrix starb nach Einlieferung ins St Mary Abbot’s Hospital in London-Kensington. Während als Todesursache zunächst „härtere“ Drogen vermutet worden waren, wurde später festgestellt, dass Hendrix Alkohol und Schlaftabletten konsumiert hatte und an seinem Erbrochenen erstickt war. In seiner Lunge fand man große Mengen Rotwein. Laut dem zuständigen Krankenhausarzt habe Hendrix ein mit Rotwein getränktes Stück Stoff um den Hals getragen, einen Pullover oder ein Handtuch.
Obwohl die offizielle Todesursache „Ersticken“ lautete, entstanden um Hendrix’ Tod zahlreiche Spekulationen. Auch wenn sein Manager Chas Chandler mit den Worten zitiert wird, dass Hendrix’ Tod absehbar gewesen sei, entstanden Verschwörungstheorien, dass es sich um Mord oder Selbstmord gehandelt habe. 1993 wurden erneut Ermittlungen aufgenommen, da eine ehemalige Freundin von Hendrix klagte, dass Dannemann den Notarzt zu spät alarmiert habe. Ein Urteil wurde in dem Prozess gegen Dannemann nicht gesprochen.

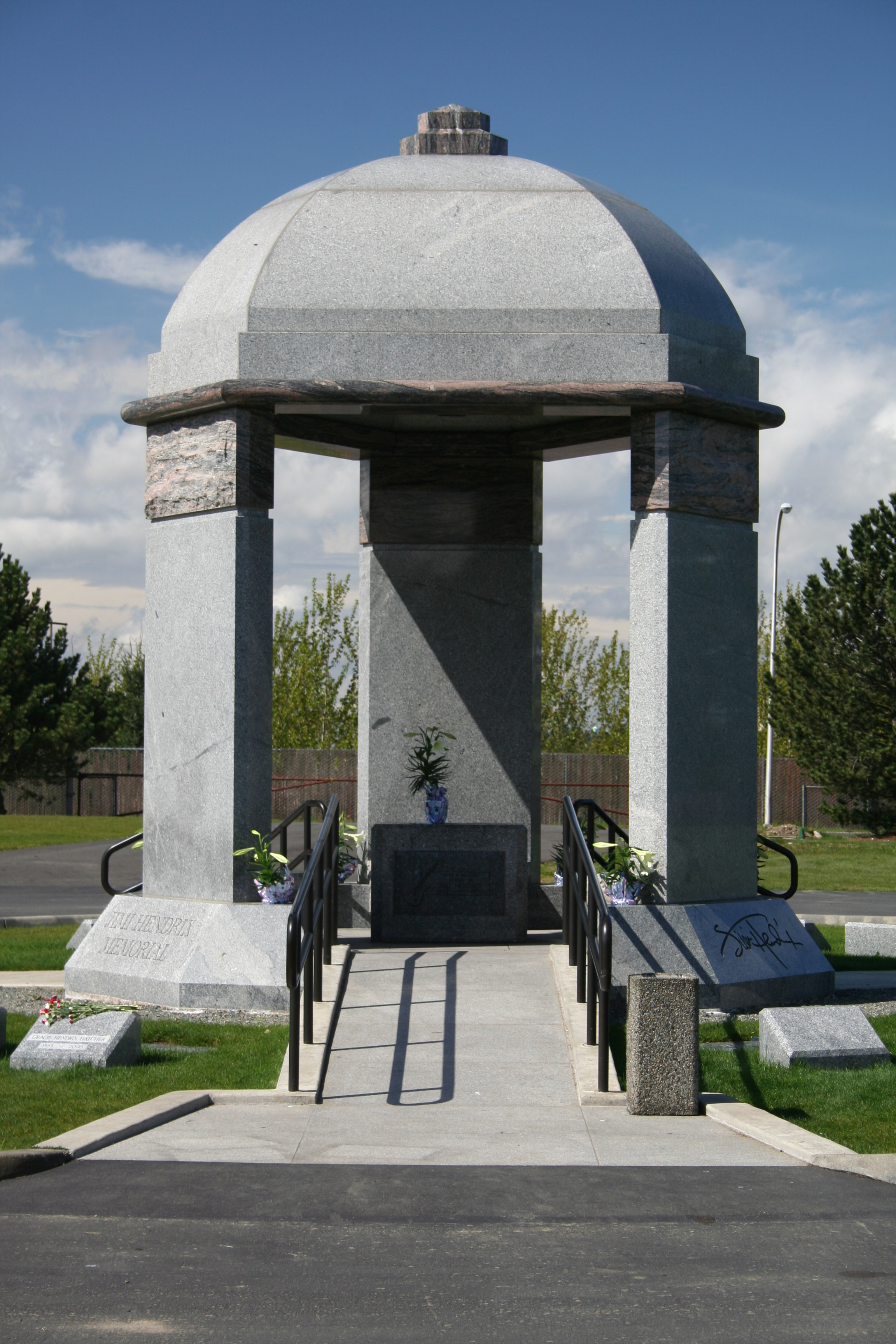
Die neue Grabstätte von Hendrix in Renton bei Seattle seit 2003

In seiner 2009 veröffentlichten Autobiografie Rock Roadie beschuldigt Hendrix’ ehemaliger Roadie James Wright den Hendrix-Manager Michael Jeffery des Mordes an Hendrix: Jeffery habe eine Lebensversicherung für Hendrix abgeschlossen und sich selbst als Begünstigten eingetragen, um sich eine Versicherungssumme in Höhe von 1,2 Millionen Pfund auszahlen zu lassen.
Nach Überführung seines Leichnams in die Vereinigten Staaten wurde Jimi Hendrix auf dem Greenwood Memorial Park in Renton bei Seattle neben den Gräbern seiner Mutter und Großmutter bestattet. 2002 wurden Jimi Hendrix’ sterbliche Überreste exhumiert und in ein neuerrichtetes Familiengrab auf demselben Friedhof umgebettet.
Durch seinen Tod im Alter von 27 Jahren und seine herausragende Bedeutung als Rockmusiker wird Jimi Hendrix als eine der Hauptpersonen im „Klub 27“ betrachtet. Ebenso wie dessen anderen „Mitgliedern“ wird Hendrix zugeschrieben, nach der Devise „Live Fast, Love Hard, Die Young“ gelebt zu haben.

## Auszeichnungen und Ehrungen

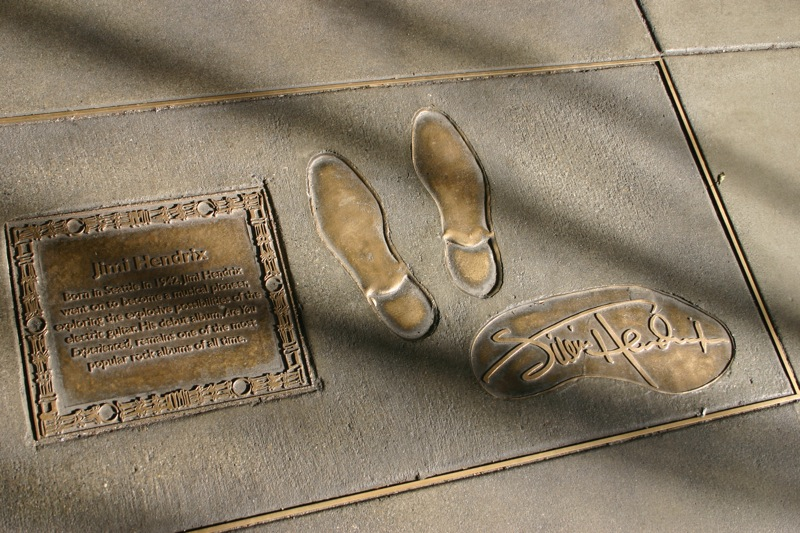
Ehrung für Jimi Hendrix an der 5th Avenue in Seattle: “Born in Seattle in 1942, Jimi Hendrix went on to become a musical pioneer, exploring the explosive possibilities of the electric guitar. His debut album, Are You Experienced, remains one of the most popular rock albums of all time.”

Im Jahr 1992 wurde Hendrix posthum der Grammy für sein Lebenswerk verliehen, und er wurde in die Rock and Roll Hall of Fame aufgenommen. Zwei Jahre darauf wurde ihm ein Stern auf dem Hollywood Walk of Fame gewidmet.
1998 wurde Hendrix in die NAMA Hall of Fame der Native Americans aufgenommen. 2000 gründete Paul Allen, Mitbegründer von Microsoft, das 240 Millionen Dollar teure Experience Music Project in Seattle, in dem eine große Zahl von Hendrix-Memorabilia ständig ausgestellt wird, unter anderem Gitarren, Kleidung und Songtexte. 2006 benannte Hendrix’ Heimatstadt Seattle einen Park nach ihm, obwohl sie sich zu Lebzeiten eher distanziert zu ihm verhalten hatte.
Daneben wurde er von vielen Musikmagazinen als herausragender Musiker anerkannt. Von Rolling Stone, Guitar World und anderen Zeitschriften wurde er zum besten E-Gitarristen aller Zeiten ernannt. Der Rolling Stone wählte ihn zudem auf Rang sechs der 100 größten Musiker aller Zeiten. VH1 listete ihn an dritter Stelle der Best Hard Rock Artists of all time hinter Black Sabbath und Led Zeppelin und an gleicher Position bei den 100 Best Pop Artists of all time, nach den Rolling Stones und den Beatles, auf.
Am 10. Februar 2016 eröffnete im Londoner Stadtteil Mayfair das Museum „Handel & Hendrix in London“. Das Museum umfasst zwei Häuser, in einem wohnte Hendrix, im Nebenhaus im 18. Jahrhundert Georg Friedrich Händel.

## Anekdotisches
Linda Keith überraschte Hendrix und Kathy Etchingham am Tag nach dem ersten Auftritt von Jimi im Londoner Scotch Club im Hotelzimmer, machte Hendrix eine heftige Szene und entwendete dessen einzige Gitarre. Nur mit dem Versprechen, dass Kathy wieder verschwinde, gab sie ihm die Gitarre zurück.
Im Februar 1968 erstellte das damalige Groupie Cynthia Plaster Caster einen Abguss von Hendrix’ Penis. Eine Kopie wurde 2013 in einer Ausstellung im Rock’n’popmuseum in Gronau (Westf.) gezeigt.

## Musik

### Hendrix’ Gitarrenspiel

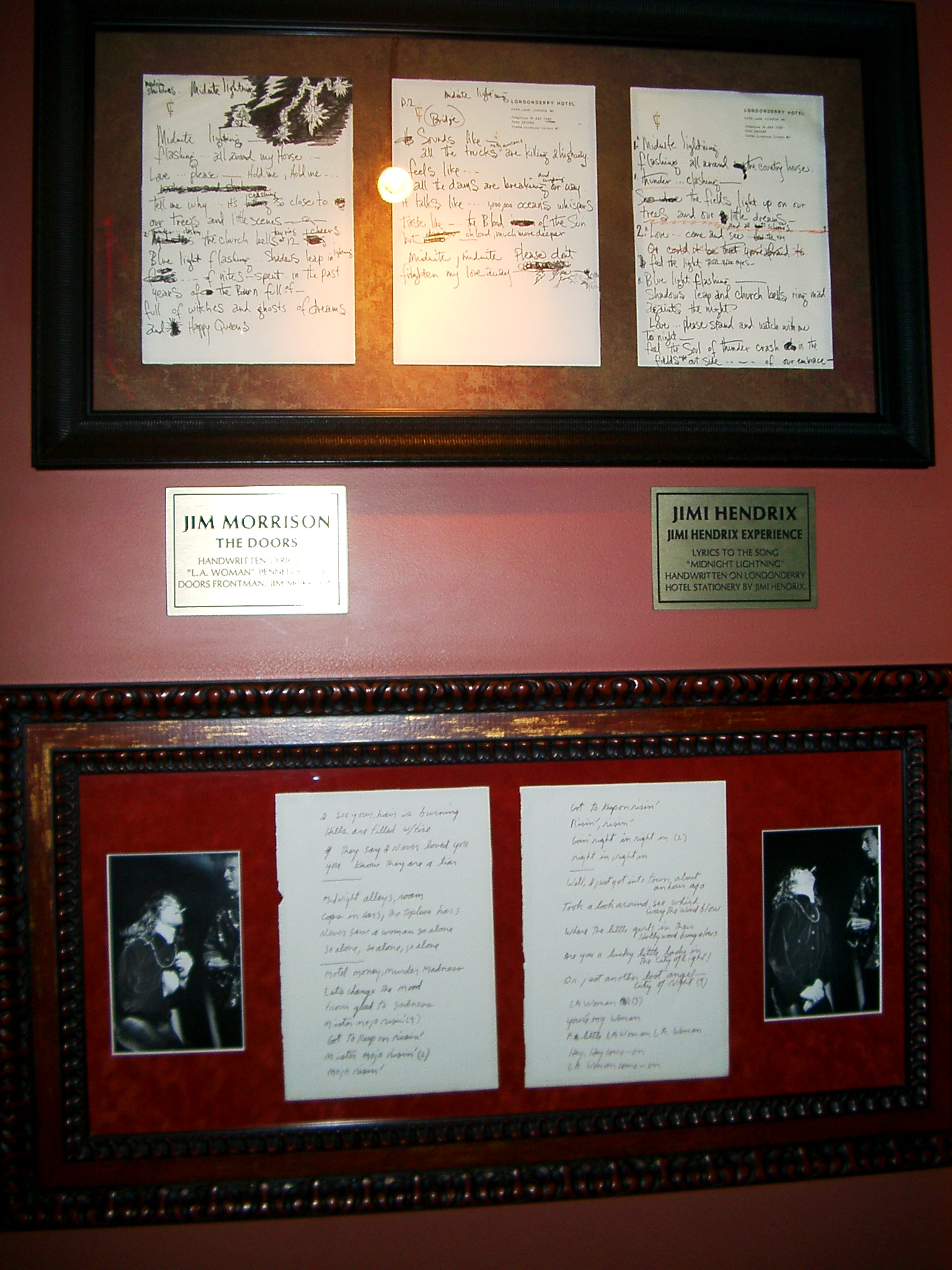
Handgeschriebener Songtext von Midnight Lightning

Als Teenager hatte Hendrix hauptsächlich Blues- und Rock-’n’-Roll-Musiker wie Buddy Guy, Muddy Waters, B.B. King, Chuck Berry und Eddie Cochran als Vorbilder, und er coverte auch später deren Songs. In seinen Jahren als Gitarrist imitierte er nicht nur deren Musik, sondern entwickelte ihren Musikstil und ihre Spielweise weiter. Er prägte dadurch wesentlich die Spiel- und Ausdrucksweisen auf der Rock-Gitarre und demonstrierte insbesondere neue Soundmöglichkeiten und Spielweisen. In seinen meist improvisierten Soli verwendete er Fuzz-Effektgeräte, ähnlich wie die Rolling Stones vor ihm, um den Klang zu verzerren, und er nutzte früh ein Wah-Wah-Pedal. Im Gegensatz zu vielen früheren Rockgitarristen, die meist nur einfachere Akkorde oder nur Powerchords verwendeten, benutzte er bei der Begleitung auch komplexere Akkorde und für die Rockmusik ungewöhnliche Akkordfolgen, wie sie bis dahin eher im Jazz eingesetzt wurden. Beispiele dafür sind die Songs Bold as Love oder May This Be Love. Mittels des exzessiven Einsatzes des Vibratohebels auf seiner Fender Stratocaster, kombiniert mit einer Übersteuerung durch voll aufgedrehte Verstärker, kreierte Hendrix völlig neue psychedelische, sphärisch-klingende Sounds auf der E-Gitarre – passend zu seinen vielfach surrealen Songtexten. Das wohl bekannteste Beispiel für diese ungewöhnliche Expressivität auf der E-Gitarre ist seine Interpretation der amerikanischen Nationalhymne auf dem Woodstock-Festival. Einen weiteren Klangeffekt produzierte er einfach dadurch, dass er seine Gitarre um einen halben oder gar ganzen Ton tiefer stimmte, so dass insbesondere die von ihm heftig zur Unterstützung des Akkordspiels und der Licks eingesetzten tiefen Basstöne eine mächtigere Farbe bekamen. (Noel Redding verweist darauf, dass das Tieferstimmen für Hendrix eine Hilfe war, als er in Bands mit Bläsern spielte, wo aufgrund der Stimmung dieser Instrumente oft Eb-, Db-Akkorde verwendet wurden.) Eine Besonderheit seiner Spielweise bestand auch darin, dass er Akkorde mit dem Daumen der Griffhand vervollständigte oder sie mit Einzeltönen aus den entsprechenden Paralleltonarten umspielte. Zudem war sein vielfacher Einsatz von Double-Stops – ein Erbe der Rock-’n’-Roll-Gitarristen –, wie beispielsweise in dem Intro von Little Wing, eine seiner markanten Spielweisen.
Gegen Ende der 1960er begannen zahlreiche Rockmusiker, besonders die aus dem Umfeld des Progressive Rock, mit längeren Improvisationen zu arbeiten, die bis dahin nur im Jazz üblich waren. Neben Eric Clapton oder Jeff Beck war Hendrix einer der ersten Gitarristen, die dem ausgedehnten und improvisierten Solospiel als Part eines live dargebotenen Stückes eine wesentliche Rolle zuwiesen. Hendrix konnte hier seine Fingerfertigkeit und Technik unter Beweis stellen. Indem er die Gitarre derart in den Vordergrund brachte, veränderte sich in den folgenden Jahren der Status der Gitarristen in den Bands: Sie wurden von bloßen Begleitmusikern zu eigenen Stars neben dem Sänger. In diesem Sinne war er Vorbild für das Hervortreten bekannter Gitarristen in den 1970ern wie beispielsweise Ritchie Blackmore, Jimmy Page, Alvin Lee und Tony Iommi. Nicht zuletzt beeinflusste er damit auch Jazzmusiker wie Miles Davis und John McLaughlin.
Zu den von ihm beeinflussten Künstlern werden heute außerdem Stevie Ray Vaughan, Brian May, Prince, Eddie Van Halen, Kirk Hammett, John Frusciante und Uli Jon Roth gezählt. Dutzende Bands coverten später Songs von Hendrix, insbesondere namhafte Gitarristen wie Eric Clapton, David Gilmour, Joe Satriani, Lenny Kravitz, Michael Schenker, Steve Vai, Slash und Yngwie Malmsteen, aber auch die Bands Pearl Jam, The Cure oder die Red Hot Chili Peppers. Von den vielen Roadies, die Hendrix auf seinen Touren begleiteten, erlangten einige Jahre später selber Berühmtheit. Beispielsweise hielten sich Lemmy Kilmister (gründete später Motörhead), Ace Frehley (später bei Kiss) und Schauspieler und Komiker Phil Hartman vor ihrer Karriere im Umfeld von Jimi Hendrix auf.

Hendrix’ Rhythmusarbeit zu Little Wing ist geprägt von Akkordgrundtönen, die er mit dem Daumen griff, erweitert mit tonartgerechten Verzierungen mit Double Stops.

Wenn Hendrix seinen Gesang auf der Gitarre begleitete, spielte er in aller Regel nicht nur die zugehörigen Akkorde, sondern untermalte diese durch eine Reihe von Verzierungen durch Akkorderweiterungen. Da er auf diese Weise gleichzeitig die Aufgaben des klassischen Rhythmusgitarristen und die des Leadgitarristen übernahm, entsteht bisweilen der Eindruck, als würden mehrere Gitarren gleichzeitig spielen. In einer Vielzahl von Licks und Fills, die Hendrix in seine Begleitung einbaute, zeigte sich seine künstlerische Kreativität.
Jimi Hendrix war einer der ersten Gitarristen, die ihren Gesang mit unisono oder um eine Oktave nach oben oder unten versetzten Gitarrenläufen untermalten, wie zum Beispiel bei If Six Was Nine, Voodoo Child (Slight Return) oder Machine Gun. Darüber hinaus unterlegte er in Höhepunkten seiner improvisierten Soli die Gitarrenläufe mit unisono dazu gesungenem, aus dem Jazz bekannten Scat-Gesang und führte damit den Unisono-Scatgesang in die Rockmusik ein. Ein Beispiel dafür ist Message of Love aus dem Live-Album Band of Gypsys.
Eine Eigenart von ihm war es, dass er Melodien und Akkorde nicht in Form von Noten oder Tabulatur niederschrieb, sondern sich in Farben orientierte. Als Grund dafür gilt, dass Hendrix Synästhetiker war, also Töne und Farben zusammen wahrnehmen konnte. Das Zusammenspiel von Musik, Farben und Emotionen beschrieb er unter anderem mit dem Song Bold as Love, in dem er darlegt, wie Farben unterschiedliche Gefühle hervorrufen können.

### Liveauftritte
Neben dem reinen Gitarrenspiel setzte Hendrix bei Konzerten zahlreiche Showelemente ein, die er von Gitarristen wie Chuck Berry oder T-Bone Walker übernahm. So spielte er beispielsweise hinter Kopf oder Rücken oder mit der Zunge oder den Zähnen. Bekannt ist auch das Verbrennen seiner Gitarre auf dem Monterey Pop Festival. Er setzte den unerwünschten Effekt der Rückkopplung (Feedbacks), bei dem sich das akustische Feld zwischen Gitarre und Verstärker zu einem schrillen Pfeifen oder zu oktavierten Obertönen aufschaukelt, als einer der ersten – neben Pete Townshend, Jeff Beck und den Beatles – bewusst als Gestaltungsmittel in seinen Songs ein. Besonders bekannt ist die verzerrte, von Hendrix in Woodstock gespielte Interpretation der amerikanischen Nationalhymne The Star-Spangled Banner. Bei diesem Auftritt präsentierte Hendrix eine verzerrte, dröhnende, an Bomber- und Maschinengewehrsalven erinnernde und auch aus diesem Grund schnell weltbekannte, auch „Smashing of the Amps“ genannte Interpretation. Dabei reizte Hendrix auch die Möglichkeiten des Tremolos bzw. Vibratohebels auf der Fender Stratocaster extrem aus, eine Klangänderung, die in der Zeit vor ihm fast ausschließlich zur leichten Verzierung von Einzeltönen oder Akkorden genutzt wurde. Das folgende Beispiel zeigt die Verwendung der sogenannten Divebomb:

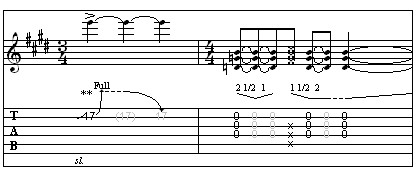
Mit Hilfe des Vibratohebels drückt Hendrix die Saiten soweit hinunter (hier sind fünf Halbtöne angegeben), dass sie bis auf die Magneten der Tonabnehmer zu liegen kommen.

Der Song diente gleichermaßen zur Äußerung von Kritik an der Bombardierungs-Politik der US-Regierung im Vietnamkrieg, gegen den Hendrix klar Stellung bezog.

„Sein Instrument jault und kreischt. ‚The Star Spangled Banner‘ – jeder Ton ist eine bittere Anklage, ist tränenreiche Trauer, Protest, ein wütender Aufschrei gegen die zynische Macht des Establishments. ‚Wir sind gegen euren verdammten Krieg im fernen Vietnam.‘ Die Botschaft ist unmissverständlich. Freiheitssehnsucht und Widerstand, alles steckt in ein paar Gitarren-Läufen.“

Seine Kritik setzte er auch textlich innerhalb seiner Songs um. House Burning Down (vom Album Electric Ladyland, 1968) handelt von Aufständen der schwarzen Bevölkerung, etwa während der Watts-Unruhen, bei denen 1965 in Los Angeles einige tausend Menschen verhaftet wurden, oder während der Krawalle in Newark und Detroit 1967.

### Instrumente und Equipment

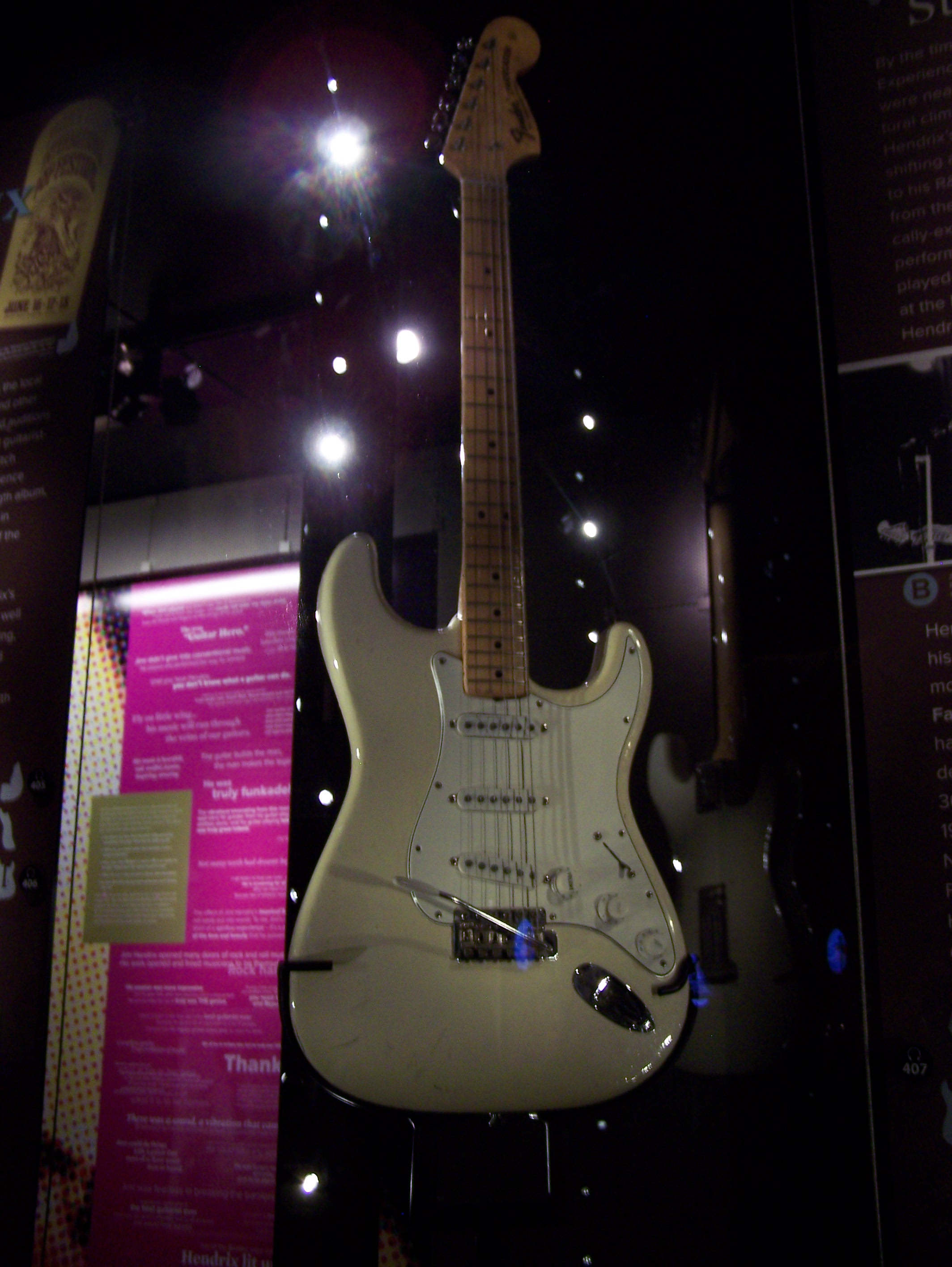
Stratocaster, die Hendrix unter anderem beim Woodstock-Festival benutzte

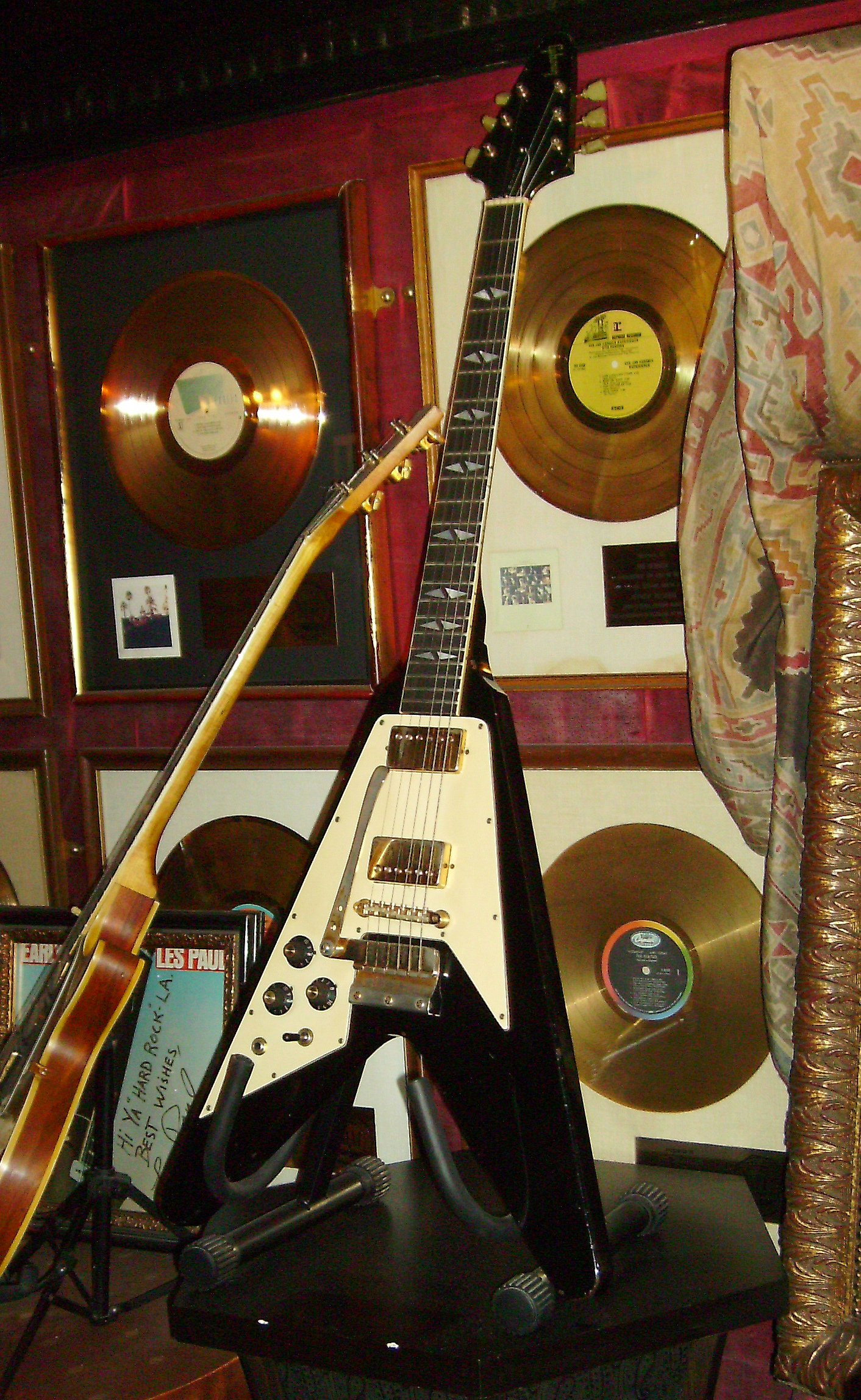
Flying V, die Hendrix unter anderem beim Isle of Wight Festival benutzte

Hendrix spielte bevorzugt Stratocaster-Gitarren der Firma Fender, selten auch Instrumente von Gibson, wie die Flying V und SG. Weil er Linkshänder war, Linkshänder-Gitarren aber Ende der 1960er schwer erhältlich und teuer waren, verwendete er Rechtshänder-Modelle, bei denen er die Saiten in umgekehrter Reihenfolge aufzog. Deshalb befinden sich die Regler und der Vibratohebel bei Konzertaufnahmen auf der oberen, statt – wie allgemein üblich – auf der unteren Seite des Gitarrenkorpus.
Er bemalte drei seiner Gitarren, zwei des Modells Stratocaster von 1964 und eine des Modells Flying V von 1967. Die beiden Stratocasters zerstörte er auf Konzerten im Jahre 1967. Die erste „opferte“ er im Saville Theatre in London und die zweite beim legendären ''Monterey Pop Festival'', wovon Filmaufnahmen existieren. Die bemalte Flying V schenkte er 1969 seinem Freund Mick Cox von der Band Eire Apparent. Sie wurde unter Künstlern weitergereicht, bis sie zu David Brewis gelangte, der sie restaurieren ließ.
Die Gibson Flying V von 1970 war sein einziges Custom- bzw. Linkshänder-Modell.
Als Verstärker kamen die meiste Zeit seiner Karriere 100-Watt-Marshall-Verstärker zum Einsatz. Hendrix war einer der ersten Gitarristen, die Marshall-Verstärker benutzten. Er lernte Jim Marshall persönlich kennen und war vom Klang des Verstärkers begeistert. In jüngeren Jahren und im Studio bevorzugte Hendrix auch Verstärker der Firma Fender.
An Effektgeräten hatte er oft modifizierte Geräte wie das „Vox Clyde McCoy“ und „Vox v846 Wah“, das von Roger Mayer entwickelte „Octavia“ (ein Fuzz-Octave-Effekt), das Dallas-Arbiter Fuzz Face und das Unicord Univibe (Chorus und Vibrato) verschiedener Hersteller im Einsatz. Roger Mayer, der damals für die britische Marine arbeitete, entwickelte und passte Geräte Hendrix’ Wünschen an. Zudem benutzte Hendrix oft ein Leslie-Kabinett für sein Gitarrenspiel und den Gesang.

### Verbleib und Neuauflagen der Instrumente
Von Hendrix gespielte Instrumente werden heute unter Sammlern für hohe Summen gehandelt. So erzielte im November 2004 eine Gitarre 70.000 britische Pfund, umgerechnet etwa 129.000 US-Dollar. Bei der gleichen Auktion wurden zwei leere Zigarettenschachteln für umgerechnet 330 US-Dollar verkauft. Im September 2008 wurde die Fender Stratocaster, welche im März 1967 während eines Konzertes in London von Hendrix in Brand gesetzt worden war, für 280.000 britische Pfund versteigert.
Seine Tourgitarre, eine schwarze Fender Stratocaster mit dem Namen „Black Beauty“, vermachte er seiner Düsseldorfer Freundin Monika Dannemann. Die Gitarre befindet sich heute in deren Familienbesitz.
Es sind im Laufe der Zeit über zehn verschiedene Stratocaster-Modelle von Fender erschienen, die an die von Hendrix benutzten Gitarren angelehnt sind. Hierzu zählt ein Instrument für Rechtshänder mit einem Korpus für Linkshändergitarren, die so die Optik von Hendrix Gitarrenhaltung imitiert, Nachbauten der Gitarren, welche Hendrix beim Woodstock-Festival oder beim Monterey Pop-Festival benutzte, oder auch eine Rechtshändergitarre mit Linkshänderhals und entsprechend verschobenen Tonabnehmern.

## Hendrix’ Erbe und der „Hendrix-Clan“
Jimi Hendrix hinterließ kein Testament. Nach jahrelangen juristischen Auseinandersetzungen einer Vielzahl von Rechteinhabern und Interessenten mit dem Nachlassverwalter erhielten Jimi Hendrix’ Vater Al und dessen Adoptivtochter Janie 1995 die Kontrolle über Hendrix’ Erbe. Seine Mitmusiker wie Noel Redding und Mitch Mitchell gingen dabei so gut wie leer aus. In dieser Zeit wurde der Wert des Vermächtnisses auf 40 bis 100 Millionen US-Dollar geschätzt. Jedoch flammten die Auseinandersetzungen um die Einnahmen aus Verwertungsrechten und Tantiemen nach dem Tod von Al Hendrix 2002 wieder auf. Diese oft als „Hendrix-Clan“ bezeichneten kommerziellen Erben – seit Als Tod insbesondere Janie – stehen im Ruf, dass sie ohne Rücksicht auf das eigentliche künstlerische Erbe hemmungslos auf alle irgendwie und irgendwo aufgezeichneten Nachlässe zugreifen und entsprechend als neue CD-Ausgaben zur Verwertung auf den Markt werfen. So erklärt sich, dass seit Hendrix’ Tod eine kaum überschaubare Vielzahl von Audio-Veröffentlichungen auf dem Markt ist. Aufgrund dieser kommerziellen Ausbeutung weigerte sich Kathy Etchingham, Janie zur Einweihungsfeier der Plakette einzuladen, die an seinem oben erwähnten Wohnhaus angebracht wurde, in dem sie mit Hendrix eine Zeit lang lebte und das neben dem Händelhaus steht.

## Wirkung

### In der Literatur
Der Roman Hymne (2011) von Lydie Salvayre, die für ihren jüngsten Roman mit dem Prix Goncourt 2014 ausgezeichnet worden ist, basiert auf dem Leben von Jimi Hendrix.
Der Roman Brennende Gitarre. Ist Jimi Hendrix wirklich tot? (1980) von Rudolf Herfurtner beschreibt das Leben von Jimi Hendrix aus Sicht seiner Freunde bzw. Partnerinnen.

### Im Kino
Jimi: All Is by My Side ist ein 2013 in internationaler Koproduktion entstandener biografischer Drama-Film über Jimi Hendrix, geschrieben und inszeniert von John Ridley.

## Diskografie
Studioalben

| Jahr                                    | Titel                                                                                    | Höchstplatzierung, Gesamtwochen, AuszeichnungChartplatzierungen (Jahr, Titel, Platzierungen, Wochen, Auszeichnungen, Anmerkungen) | Höchstplatzierung, Gesamtwochen, AuszeichnungChartplatzierungen (Jahr, Titel, Platzierungen, Wochen, Auszeichnungen, Anmerkungen) | Höchstplatzierung, Gesamtwochen, AuszeichnungChartplatzierungen (Jahr, Titel, Platzierungen, Wochen, Auszeichnungen, Anmerkungen) | Höchstplatzierung, Gesamtwochen, AuszeichnungChartplatzierungen (Jahr, Titel, Platzierungen, Wochen, Auszeichnungen, Anmerkungen) | Höchstplatzierung, Gesamtwochen, AuszeichnungChartplatzierungen (Jahr, Titel, Platzierungen, Wochen, Auszeichnungen, Anmerkungen) | Anmerkungen                                                                                                 |
| Jahr                                    | Titel                                                                                    | DE | AT | CH | UK | US | Anmerkungen                                                                                                 |
| --------------------------------------- | ---------------------------------------------------------------------------------------- | --- | --- | --- | --- | --- | --- |
| The Jimi Hendrix Experience             |                                                                                          | | | | | | |
|                                         |                                                                                          | | | | | | |
| 1967                                    | Are You Experienced a                                                                    | DE17 (8 Wo.)DE | — | — | UK2 Gold · (33 Wo.)UK | US5 ×5Fünffachplatin · (106 Wo.)US                                                                                                | Erstveröffentlichung: 12. Mai 1967 Verkäufe: + 5.132.500                                                    |
| 1967                                    | Axis: Bold as Love b                                                                     | DE21 (4 Wo.)DE | — | — | UK5 Gold · (16 Wo.)UK | US3 Platin · (55 Wo.)US | Erstveröffentlichung: 1. Dezember 1967 Verkäufe: + 1.100.000                                                |
| 1968                                    | Electric Ladyland c                                                                      | DE12 (25 Wo.)DE | AT54 (1 Wo.)AT | CH43 (1 Wo.)CH | UK6 Gold · (17 Wo.)UK | US1 ×2Doppelplatin · (40 Wo.)US                                                                                                   | Erstveröffentlichung: 16. Oktober 1968 Verkäufe: + 2.207.500; Doppel-LP; Charteinstieg AT/CH: 2018          |
| Jimi Hendrix plays, Curtis Knight sings |                                                                                          | | | | | | |
|                                         |                                                                                          | | | | | | |
| 1967                                    | Get That Feeling                                                                         | — | — | — | UK39 (2 Wo.)UK | US75 (12 Wo.)US | Erstveröffentlichung: 1967 mit Curtis Knight                                                                |
| 1968                                    | Flashing auch bekannt als: Strange Things auch bekannt als: Jimi Hendrix & Curtis Knight | — | — | — | — | — | Erstveröffentlichung: 1968 mit Curtis Knight, teils unterschiedliche Titellisten in den einzelnen Versionen |
| Posthume Veröffentlichungen             |                                                                                          | | | | | | |
|                                         |                                                                                          | | | | | | |
| 1971                                    | The Cry of Love d                                                                        | DE15 (12 Wo.)DE | — | — | UK2 (14 Wo.)UK | US3 Platin · (40 Wo.)US | Erstveröffentlichung: 5. März 1971 Verkäufe: + 1.000.000                                                    |
| 1972                                    | War Heroes d                                                                             | — | — | — | UK23 (3 Wo.)UK | US48 (18 Wo.)US | Erstveröffentlichung: 1. Oktober 1972                                                                       |
| 1973                                    | Loose Ends d                                                                             | — | — | — | — | — | Erstveröffentlichung: 1973                                                                                  |

grau schraffiert: keine Chartdaten aus diesem Jahr verfügbar

## Dokumentarfilme (Auswahl)

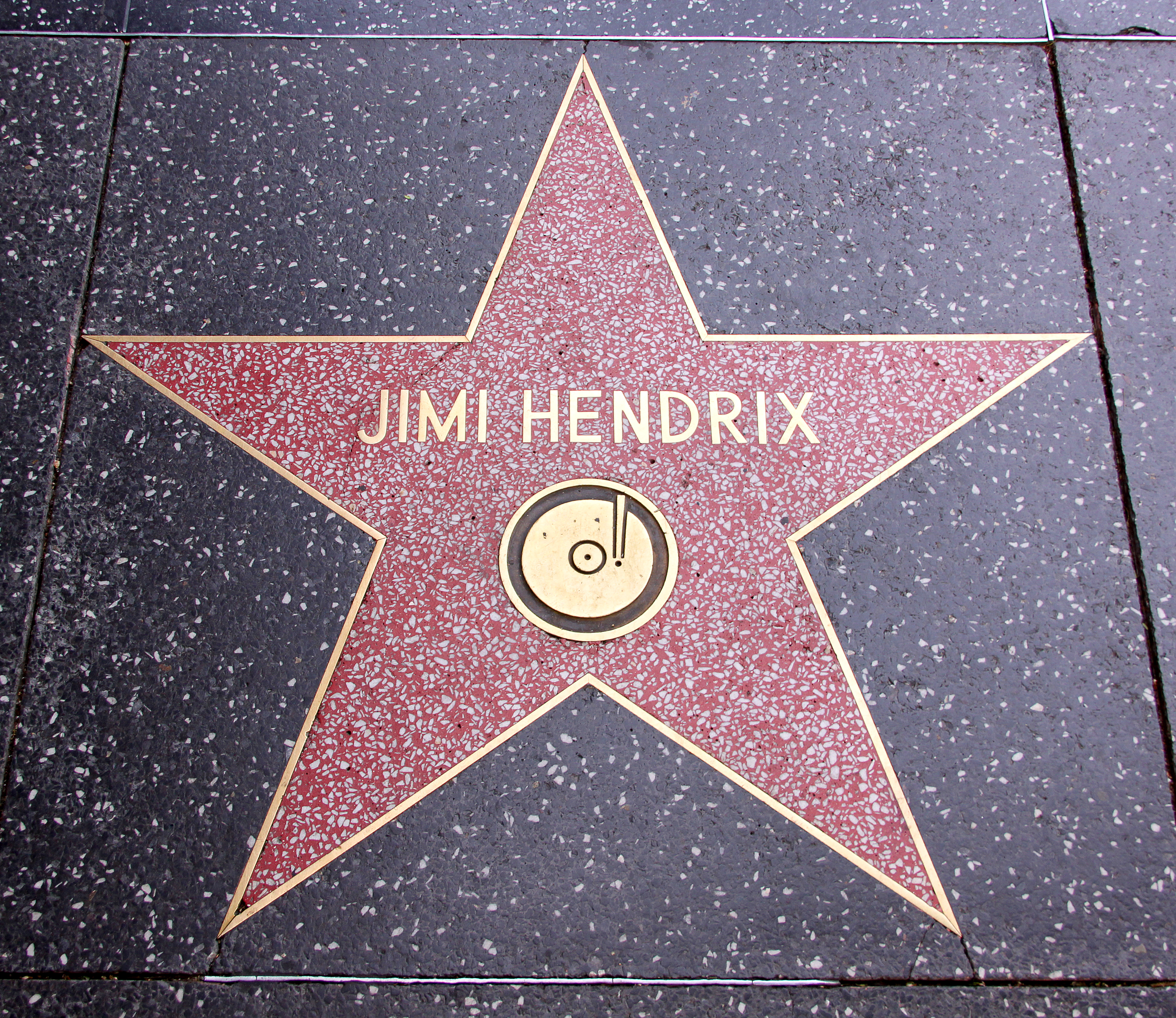
Jimi Hendrix’ Stern auf dem Hollywood Walk of Fame

- Jimi Hendrix: „Hear My Train A Comin'.“ Dokumentarfilm, USA, 2013, 90 Min., Buch und Regie: Bob Smeaton, Produktion: Experience Hendrix LLC, Fuse Films, Thirteen’s American Masters, Erstsendung: 5. November 2013 bei PBS, Inhaltsangabe von ARD, online-Video von PBS (englisch), Besprechung in der Westfälischen Rundschau.
- Jimi Hendrix: Voodoo Child. Dokumentarfilm, USA, 2010, 91 Min., Buch und Regie: Bob Smeaton, Produktion: Experience Hendrix LLC, Video-Premiere: 18. September 2010 in den USA.[79]
- Jimi Plays Monterey. Konzertfilm, USA, 1986, 50 Min., Buch und Regie: D. A. Pennebaker, Chris Hegedus, Produktion: Pennebaker Films, Kinopremiere: 7. September 1986 beim Toronto International Film Festival.[80]